# Thomas Holland (Bischof)

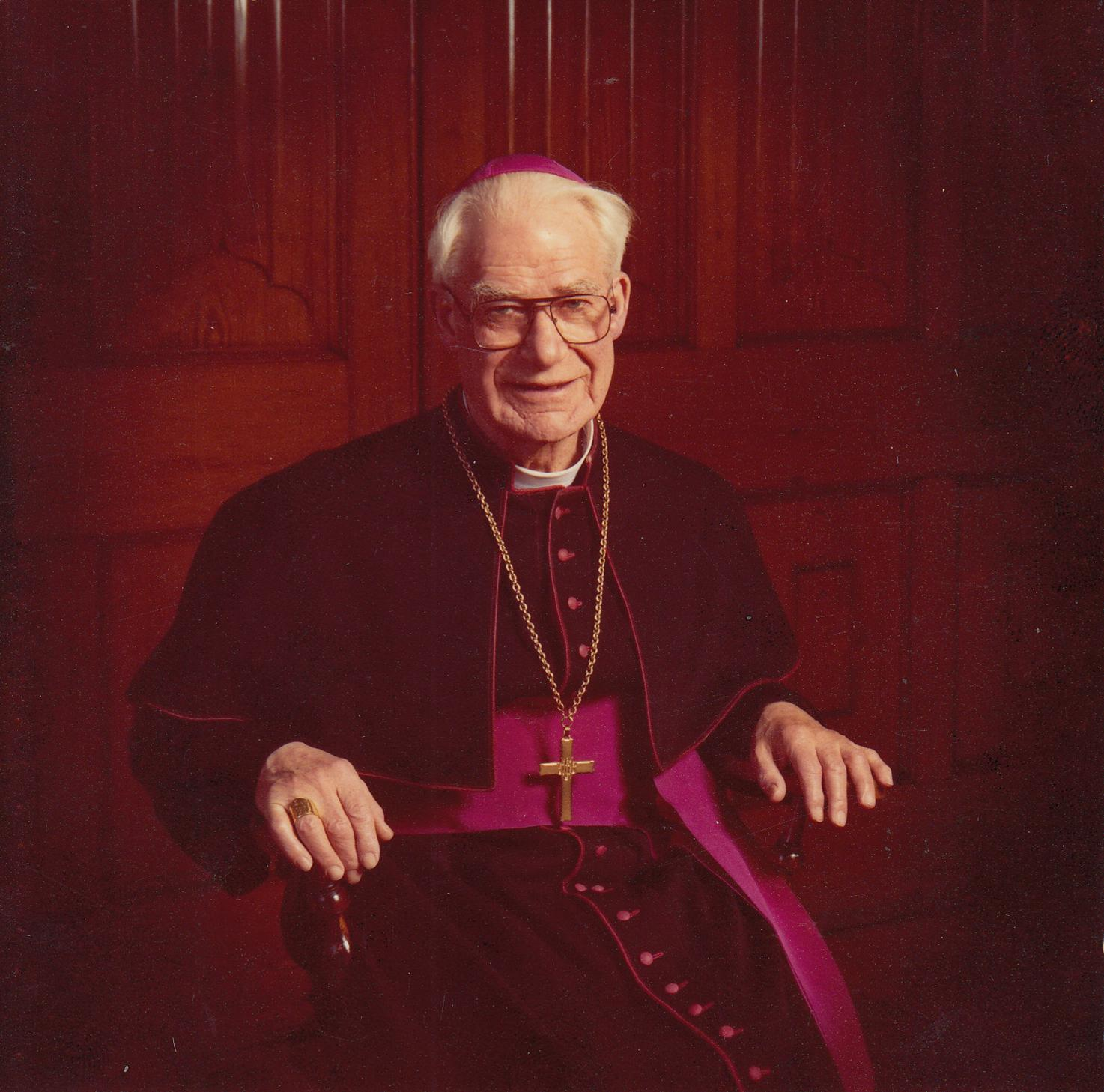
Thomas Holland

Thomas Holland (* 11. Juni 1908 in Southport, Großbritannien; † 30. September 1999 in Manchester, England, Vereinigtes Königreich) war Bischof von Salford.

## Leben
Thomas Holland empfing am 18. Juni 1933 durch den Erzbischof von Liverpool, Richard Downey, das Sakrament der Priesterweihe.
Am 31. Oktober 1960 ernannte ihn Papst Johannes XXIII. zum Titularbischof von Etenna und bestellte ihn zum Koadjutorbischof von Portsmouth. Der Bischof von Portsmouth, John Henry King, spendete ihm am 21. Dezember desselben Jahres die Bischofsweihe; Mitkonsekratoren waren der Bischof von Leeds, George Patrick Dwyer, und der Bischof von Gibraltar, John Farmer Healy.
Am 28. August 1964 ernannte ihn Papst Paul VI. zum Bischof von Salford. Am 22. Juni 1983 nahm Papst Johannes Paul II. das von Thomas Holland aus Altersgründen vorgebrachte Rücktrittsgesuch an.
Thomas Holland nahm an allen vier Sitzungsperioden des Zweiten Vatikanischen Konzils teil.